# Скажи про щасливе життя...
«Скажи́ про щасли́ве життя́...» — повість, автобіографічний спогад-роздум свідка Голодомору 1932—1933 років Анастасії Лисивець, написаний у 1976 році.

## Історія створення
Свої спогади про Голодомор 1932—1933 років і Другу світову війну Анастасія Лисивець писала у 1976—1980-х роках, за словами її доньки Наталки Білоцерківець, не для друку, зокрема й через те, що вони й не могли бути оприлюднені, а на прохання свого чоловіка для дітей та майбутніх онуків і правнуків. Спогади записувалися у шкільних зошитах «у шухляду».
Вже після розпаду Радянського Союзу спомини вперше опубліковані у періодичних виданнях Київщини та Сумщини.

## Видання
Після публікації своїх споминів на початку 1990-х років у періодичних виданнях Київщини та Сумщини та часописі «Вітчизна», у 1993 році зусиллями видавництва «Веселка» вийшла друком повість для середнього та старшого шкільного віку «Скажи про щасливе життя...». Згодом повість була перекладена та видана в Румунії та Франції, а у 2021 році її видано англійською за перекладом Олександра Мотиля.
У 2008 році в історичній серії видавництва «К.І.С.» спогади вийшли доповненим виданням «Спомини. Великий голод. Велика війна», що також включав в себе спомини Анастасії Лисивець про Другу світову війну.
У 2019 році «Скажи про щасливе життя...» надруковано у київському видавництві «К.І.С.» зі статтями Наталки Білоцерківець, Віталія Огієнка і Миколи Рябчука.

## Цитати
«У колгоспі почали дохнути коні, корови, телята, лошата, свині. Голодні люди накинулися на ту дохлятину, їли вареною й сирою. Їли й помирали, але та смерть уже не лякала інших голодних. Трупи тварин вивозили на село й закопували на скотомогильниках, та ночами ті могили розкопувались голодними людьми, яким допомагали собаки...»
«Лікарня була заповнена  хворими й голодними. Гальки б туди не взяли, бо таких, що мерли з голоду, було надто багато. На кладовищі не всіх навіть закопували.  Собаки тягали то руки, то ноги по кладовищу. Були там і дитячі тіла...»

## Відгуки
Український журналіст, публіцист і поет Микола Рябчук відмічав, що «Сталін, кажуть, любив повторювати, що смерть однієї людини — трагедія, смерть мільйонів — лише статистика», а «спогади Анастасії Лисивець про Голодомор повертають бездушній статистиці трагічний вимір, а нам усім — щось більше, ніж просто знання про трагедію. Ризикну це назвати катарсисом».
Кандидат історичних наук, старший науковий співробітник Музею української діаспори, що понад 10 років обіймав посаду головного спеціаліста відділу досліджень тоталітарних режимів Українського інституту національної пам'яті так відгукувався про видання: «...справжня унікальність цієї книжки полягає в тому, що вона, можливо, як жодна інша, у концентрованому вигляді розповідає історію найбільшої трагедії українців — Голодомору. Фіксуючи на папері свою особисту історію, мабуть, сама того не до кінця розуміючи, Анастасія Лисивець написала свого роду універсальну історію всіх жертв голоду. Її спогади розповідають типову історію голодування, смерті і виживання мільйонів українців у 1932—1933 роках. Якщо ви хочете осягнути що таке Голодомор з погляду жертв і зрозуміти, що відчували та переживали ті, що прйшли через Великий голод, ця книжечка — для вас».